# Гловер, Джон Холи
Сэр Джон Хоули Гловер (англ. John Hawley Glover; 24 февраля 1829 — 30 сентября 1885, Лондон) — офицер Королевского флота, служил губернатором колонии Лагос, губернатором Ньюфаундленда и губернатором Британских Подветренных островов.

## Биография
Поступил на службу в 1841 году, сдал экзамен на звание лейтенанта в 1849 году, но получил подтверждающие документы только в мае 1851 года.
Он служил на различных станциях. Во время Первой англо-бирманской войны был тяжело ранен в бою с бирманцами при Донабеу (4 февраля 1853 года). За годы службы в звании лейтенанта флота приобрёл значительный опыт у берегов Африки и принял участие в экспедиции доктора Уильяма Бальфура Бейке вверх по Нигеру. Гловер также командовал канонерской лодкой, патрулировавшей лагуну Лагос в 1861 году.
21 апреля 1863 года был назначен администратором правительства колонии Лагос, и в этом качестве, или в качестве колониального секретаря, он оставался там до 1872 года. Его стиль управления Лагосом был спорным для чиновников британской колониальной администрации, которые жаловались на его «пренебрежение всеми правилами и приказами». Однако среди жителей Лагоса Гловер был популярен, и его ласково называли «Oba Globar» из-за его уважительного отношения к местной культуре. Он председательствовал во многих спорах жителей Лагоса, минуя недавно учрежденные колониальные суды. Он проницательно наладил отношения с жителями Лагоса, такими как Ошоди Тапа, Косоко и Тайво Олово, которые ранее были бенефициарами трансатлантической работорговли, и помог им встать на путь законной торговли. Любопытно, что они были политическими врагами ослабевшего короля Лагоса Досунму, который уступил Лагос Великобритании в августе 1861 года по Лагосскому договору об уступке. В свою очередь, созданная Гловером сеть лоялистов из Лагоса снабжала его разведданными и информацией, которые позволяли ему эффективно управлять страной.
1 июня 1863 года Гловер сформировал ядро современной армии и полиции Нигерии из 10 беглых рабов хауса. Эта группа была известна как «Хаусас Гловера» или «Сорок воров Гловера». Гловер приложил много усилий, чтобы создать узы личной преданности с вооруженными хаусас. Он лично обучал, командовал и выбирал своих преемников, обеспечивая их преданность. В обмен на лояльность Гловер награждал своих солдат землей и жильем. Он повысил им жалование и снабдил их униформой, которая подчёркивала их статус свободных людей и агентов британского колониального правительства.
После этого Гловера привлекли для отражения вторжений ашанти. Когда в 1873 году разразилась Третья англо-ашантийская война, капитан Гловер взял на себя задачу организовать туземцев, чья ненависть к ашанти, как можно ожидать, сделает их благосклонными к британским властям — по крайней мере, в той степени, в которой их страх позволит им действовать. Его услуги были приняты, и в сентябре 1873 года он высадился в Кейп-Косте на Золотом Берегу и, сформировав небольшой надежный отряд хауса, отправился в Аккру. Его влияния хватило, чтобы собрать многочисленное туземное войско.
В январе 1874 года капитан Гловер смог оказать некоторую помощь при взятии Кумаси, но это произошло во главе отряда хауса. Его заслуги были признаны парламентом и награждением его кавалером Большого креста ордена Святых Михаила и Георгия в Почётном списке 1874 года.
В 1875 году он был назначен губернатором Ньюфаундленда и занимал этот пост до 1881 года, когда его перевели на Подветренные острова. В 1883 году он снова вернулся на Ньюфаундленд в качестве губернатора.
Гловер умер в Лондоне 30 сентября 1885 года. Книга леди Гловер «Life», посвящённая жизни её мужа, вышла в 1897 году. В 1885 году жители Лагоса собрали деньги на строительство общественного зала в его память — Мемориального зала Гловера, расположенного на земле, подаренной мадам Тинубу, сотрудницей Гловера. В Соборе Святого Павла в Лондоне есть мемориал в его честь. В его честь названа неинкорпорированная община Гловерс Харбор на Ньюфаундленде.